# لورو (فیلم)
لورو (به ایتالیایی: Loro) فیلم درام ایتالیایی ساخت سال ۲۰۱۸ به کارگردانی پائولو سورنتینو و با بازی تونی سرویلو است. این فیلم در مورد گروهی از بازرگانان و سیاستمداران است که با سیلویو برلوسکونی، سرمایه‌دار، سیاستمدار و مافیایی رسانه‌ای، در تماس و پیوند هستند.

## ساخت
فیلمنامه فیلم توسط پائولو سورنتینو و اومبرتو کونتارلو نوشته شده‌است. عنوان لورو (Loro) در ایتالیایی به معنای «آنها» است، که همچنین یک بازی با واژگان در آن هست چرا که l'oro به معنای «طلا» است. فیلم محصول مشترک ایندیجو فیلم (Indigo) و شرکت پتی (Pathé) فرانسوی است. یکی از دشواری‌های ساخت فیلم این بود که مدوسا فیلم، که سرمایه‌گذار ایتالیایی معمول فیلم‌های سورنتینو است و تحت کنترل برلوسکونی است، حاضر به سرمایه‌گذاری روی این فیلم نشد. فیلمبرداری در رم و توسکانی انجام شد.

## پخش
در ایتالیا، فیلم در دو پرده در سینماها اکران شد: اولین پرده به نام لورو ۱ در ۲۴ آوریل ۲۰۱۸ اکران شد و پرده دوم، لورو ۲ در ۱۰ می ۲۰۱۸ اکران شد.
در ۷ آگوست ۲۰۱۸، روگرفت (نسخه) ۱۴۵ دقیقه‌ای نویی به نام لورو برای اکران در ۱۳ سپتامبر ۲۰۱۸ پخش شد. این برش جهانی نو برای امکان حضور فیلم در نود و یکمین دوره جوایز اسکار ساخته شد.

## بازخورد
در تارنمای راتن تومیتوز، فیلم دارای امتیاز ۷۹٪، با میانگین امتیاز ۶٫۵/۱۰، بر اساس ۷۵ نقد است. در اجماع این تارنما آمده‌است: «لورو از بدبهره‌هایی (سوءاستفاده‌هایی) بزرگ‌تر از زندگی یک شخصیت عمومی بدنام استفاده می‌کند تا تصویری بی‌نظم و قانع‌کننده از چگونگی کشش قدرت و تباهی به دست دهد.» در متاکریتیک، فیلم بر اساس ۱۴ بازخورد، میانگین امتیاز ۵۵ از ۱۰۰ امتیاز را به دست آورده‌است که نشان دهنده «نقدهای درهم یا میانه» است.

## بازیگران
- تونی سرویلو در نقش سیلویو برلوسکونی و انیو دوریس
- النا سوفیا ریچی در نقش ورونیکا لاریو
- ریکاردو اسکامارچو در نقش سرجیو مورا
- کاسیا اسموتنیاک در نقش کیرا ("ملکه زنبور عسل")
- ائوریدیچه آکسن در نقش تامارا
- فابریتسیو بنتیوولیو در نقش سانتینو رکیا
- روبرتو دی فرانچسکو در نقش فابریزیو سالا
- داریو کانتارلی در نقش پائولو اسپانیلو
- آنا بونایووتو در نقش کوپا کایفا
- روبرتو ارلیتسکا در نقش کرپوسکولو
- ریکی ممفیس در نقش ریکاردو پاستا
- یان گائل در نقش میشل مارتینز
- آلیچه پاگانی در نقش استلا
- جووانی اسپوزیتو در نقش ماریانو آپیچلا
- اوگو پالیائی در نقش مایک بونیورنو
- مکس تورتورا در نقش مارتینو
- فابیو کونکاتو به عنوان خودش
- پائولو بولیونی در نقش ارنستو مورا، پدر سرجیو
- رزالیندا کاناوو
- بِنِدتا ماتسا

## جایزه‌ها
جوایز دیوید دی دوناتلو (۲۰۱۹)
- جایزه دیوید دی دوناتلو برای بهترین بازیگر زن به النا سوفیا ریچی
- جایزه دیوید دی دوناتلو برای بهترین طراحی مو به آلدو سیگنورتی
- نامزدی برای جایزه دیوید دی دوناتلو برای بهترین بازیگر مرد برای تونی سرویلو
- نامزدی جایزه دیوید دی دوناتلو برای بهترین بازیگر نقش مکمل مرد برایفابریزیو بنتیوولیو
- نامزدی جایزه دیوید دی دوناتلو برای بهترین بازیگر نقش مکمل زن برای کاسیا اسموتنیاک
- نامزدی جایزه دیوید دی دوناتلو برای بهترین دکور و دکوراسیون برای استفانیا سلا
- نامزدی جایزه دیوید دی دوناتلو بهترین لباس به کارلو پوجیولی
- نامزدی برای جایزه دیوید دی دوناتلو بهترین گریم برای مائوریتزیو سیلوی
- نامزدی جایزه دیوید دی دوناتلو بهترین جلوه‌های دیجیتال جایزه سیمون کوکو
- نامزدی جایزه دیوید دی دوناتلو برای بهترین صدا
- نامزدی جایزه دیوید دی دوناتلو بهترین موسیقی برای لله مارکیتلی
- نامزدی جایزه دیوید دی دوناتلو بهترین آهنگ اصلی برای لله مارکیتلی و پپه سرویلو (Na Gelosia)

جایزه روبان نقره‌ای (۲۰۱۸)
- روبان نقره‌ای برای بهترین بازیگر زن به النا سوفیا ریچی
- روبان نقره‌ای برای بهترین بازیگر نقش مکمل مرد به ریکاردو اسکامارسیو
- روبان نقره‌ای برای بهترین بازیگر نقش مکمل زن به کاسیا اسموتنیاک
- روبان نقره‌ای برای بهترین فیلمنامه به پائولو سورنتینو و اومبرتو کونتارلو
- جایزه گوگلیلمو بیرگاشی به ائوریدیچه اکسن
- نامزد روبان نقره‌ای برای بهترین فیلم
- نامزدی روبان نقره‌ای برای بهترین کارگردانی به پائولو سورنتینو
- نامزد روبان نقره‌ای برای بهترین تهیه‌کننده برای ایندیگو فیلم، نیکولا جولیانو، فرانچسکا سیما، کارلوتا کالوری و ویولا پرستیری
- نامزدی روبان نقره‌ای برای بهترین بازیگر مرد به تونی سرویلو
- نامزدی روبان نقره‌ای برای بهترین فیلمبرداری به لوکا بیگازی
- نامزدی روبان نقره‌ای برای بهترین لباس به کارلو پوجیولی
- نامزد روبان نقره‌ای برای بهترین تدوین به کریستیانو تراواگلیولی
- نامزدی روبان نقره‌ای برای بهترین موسیقی به لله مارکیتلی